# ایری، اردنس
ایری، اردنس (به فرانسوی: Aire, Ardennes) یک کمون در فرانسه است.

## خصوصیات
ایری ۶٫۲۹ کیلومترمربع مساحت و ۲۱۸ نفر جمعیت دارد و ۷۰ متر بالاتر از سطح دریا واقع شده است.